# Oost-Saksisch voetbalkampioenschap 1931/32
In 1931/32 werd het 30ste voetbalkampioenschap van Oost-Saksen gespeeld, dat georganiseerd werd door de Midden-Duitse voetbalbond. Dresdner SC werd kampioen en plaatste voor de Midden-Duitse eindronde. Ook dit jaar mocht Guts Muts naar de eindronde. Guts Muts werd meteen door Wacker Leipzig uitgeschakeld. Dresdner versloeg FC Saxonia Bernsbach, FC Germania Halberstadt en Wacker Leipzig. In de finale verloor de club van PSV 1921 Chemnitz. 

## Gauliga
| Plaats | Club                      | Wed. | W  | G | V  | Saldo | Ptn.  |
| ------ | ------------------------- | ---- | -- | - | -- | ----- | ----- |
| 1.     | Dresdner SC               | 18   | 16 | 0 | 2  | 93:20 | 32:4  |
| 2.     | Dresdner Fußballring      | 18   | 10 | 6 | 2  | 36:24 | 26:10 |
| 3.     | SV Guts Muts Dresden      | 18   | 10 | 4 | 4  | 44:25 | 24:12 |
| 4.     | SV Brandenburg 01 Dresden | 18   | 8  | 1 | 9  | 48:37 | 17:19 |
| 5.     | VfR 1908 Dresden          | 18   | 7  | 2 | 9  | 35:51 | 16:20 |
| 6.     | Riesaer SV 03             | 18   | 6  | 2 | 10 | 29:46 | 14:22 |
| 7.     | Dresdner SpVgg 05         | 18   | 5  | 3 | 10 | 37:59 | 13:23 |
| 8.     | SG 1893 Dresden           | 18   | 4  | 5 | 9  | 22:41 | 13:23 |
| 9.     | SV 06 Dresden             | 18   | 4  | 5 | 9  | 21:40 | 13:23 |
| 10.    | Meißner SV 1908           | 18   | 5  | 2 | 11 | 22:44 | 12:24 |

|  | Kampioen                 |
|  | Geplaatst voor eindronde |
|  | Degradatie               |

## 1. Kreisklasse

### Groep A
| Plaats | Club                  | Wed. | W  | G | V  | Saldo | Ptn.  |
| ------ | --------------------- | ---- | -- | - | -- | ----- | ----- |
| 1.     | Sportfreunde Freiberg | 18   | 14 | 2 | 2  | 65:28 | 30:06 |
| 2.     | VfB Dresden           | 18   | 13 | 1 | 4  | 73:26 | 27:09 |
| 3.     | Guts Muts Meißen      | 18   | 12 | 2 | 4  | 79:38 | 26:10 |
| 4.     | Post SV Dresden       | 18   | 9  | 4 | 5  | 46:40 | 22:14 |
| 5.     | SC Freital            | 18   | 10 | 0 | 8  | 57:50 | 20:16 |
| 6.     | SV Copitz             | 18   | 6  | 4 | 8  | 36:45 | 16:20 |
| 7.     | Favorit Dresden       | 18   | 4  | 4 | 10 | 24:50 | 12:24 |
| 8.     | Südwest Dresden       | 18   | 5  | 1 | 12 | 30:68 | 11:25 |
| 9.     | Freiberger SC         | 18   | 4  | 2 | 12 | 37:57 | 10:26 |
| 10.    | Pirnaer SC 1903       | 18   | 2  | 2 | 14 | 31:76 | 06:30 |

|  | Finale     |
|  | Degradatie |

### Groep B
| Plaats | Club                    | Wed. | W  | G | V  | Saldo | Ptn.  |
| ------ | ----------------------- | ---- | -- | - | -- | ----- | ----- |
| 1.     | BC Sportlust Dresden    | 18   | 14 | 3 | 1  | 73:22 | 31:05 |
| 2.     | FV Sachsen 1900 Dresden | 18   | 13 | 2 | 3  | 45:23 | 28:08 |
| 3.     | Dresdensia Dresden      | 18   | 12 | 1 | 5  | 52:34 | 25:11 |
| 4.     | Radebeuler BC 08        | 18   | 10 | 4 | 4  | 59:35 | 24:12 |
| 5.     | BC Strehlen             | 18   | 7  | 2 | 9  | 52:46 | 16:20 |
| 6.     | Radeberger SC           | 18   | 6  | 3 | 9  | 46:48 | 15:21 |
| 7.     | SV Röderau              | 18   | 6  | 3 | 9  | 40:56 | 15:21 |
| 8.     | Reichsbahn Dresden      | 18   | 5  | 3 | 10 | 36:51 | 13:23 |
| 9.     | Leubnitzer SC           | 18   | 3  | 4 | 11 | 38:58 | 10:26 |
| 10.    | Sportlust Riesa         | 18   | 1  | 1 | 16 | 14:82 | 03:33 |

### Finale
| Team 1                | Uitslag | Team 2               | Heen | Terug |
| --------------------- | ------- | -------------------- | ---- | ----- |
| Sportfreunde Freiberg | 2-1     | BC Sportlust Dresden | 1-0  | 1-1   |